# Linafoot
Linafoot jest najwyższą piłkarską klasą rozgrywkową w Demokratycznej Republice Konga (dawniej Zairu). Liga została założona w 1958, a jej pierwszym mistrzem został zespół FC Saint Eloi Lupopo z miasta Lubumbashi. Najwięcej razy mistrzem ligi zostawała drużyna TP Mazembe, która 16-krotnie sięgała po krajowy prymat.

## Kluby w sezonie 2016/17
Od sezonu 2013/14 rozgrywki prowadzone są w zmienionym formacie (dotychczas w lidze grało 14 zespołów), w którym najpierw rozgrywane są pojedynki w grupach - wschodniej, zachodniej i centralnej, a następnie osiem zespołów (po trzy z grupy centralnej i zachodniej, dwa z mniejszej grupy wschodniej) grają między sobą mecze w fazie finałowej.
Klasyfikacja po rundzie regionalnej:
Grupa wschodnia:
1. OC Buda Bukavu (awans)
2. OC Muunagano (awans)
3. Dauphins Noirs
4. Virunga
5. Nkoyi Bilombe
6. Makiso

Grupa zachodnia:
1. AS Vita Club (awans)
2. DC Motema Pembe (awans)
3. FC Renaissance du Congo Kinszasa (awans)
4. RCK
5. AS Dragons Kinszasa
6. Shark XI
7. MK Etancheite
8. Veti
9. Rojolu (spadek)
10. Ndombe (spadek)

Grupa centralna:
1. TP Mazembe (awans)
2. Sanga Balende (awans)
3. CS Don Bosco Lubumbashi (awans)
4. St. Eloi Lupopo
5. Lubumbashi Sport
6. AC Dibumba
7. Groupe Bazano Lubumbashi
8. Ocean Pacifique
9. Simba (spadek)
10. AS New Soger (spadek)

## Mistrzowie kraju
| - 1958: FC Saint Eloi Lupopo - 1959-1962: Nieznany - 1963: CS Imana - 1964: CS Imana - 1965: AS Dragons Kinszasa - 1966: TP Mazembe - 1967: TP Mazembe - 1968: FC Saint Eloi Lupopo - 1969: TP Mazembe - 1970: AS Vita Club - 1971: AS Vita Club - 1972: AS Vita Club - 1973: AS Vita Club - 1974: CS Imana - 1975: AS Vita Club - 1976: TP Mazembe - 1977: AS Vita Club - 1978: CS Imana - 1979: AS Bilima |  | - 1980: AS Vita Club - 1981: FC Saint Eloi Lupopo - 1982: AS Bilima - 1983: SM Sanga Balende - 1984: AS Bilima - 1985: US Tshinkunku - 1986: FC Saint Eloi Lupopo - 1987: TP Mazembe - 1988: AS Vita Club - 1989: DC Motema Pembe - 1990: FC Saint Eloi Lupopo - 1991: SCOM Mikishi - 1992: US Bilombe - 1993: AS Vita Club - 1994: DC Motema Pembe - 1995: AS Bantous - 1996: DC Motema Pembe - 1997: AS Vita Club - 1998: DC Motema Pembe |  | - 1999: DC Motema Pembe - 2000: TP Mazembe - 2001: TP Mazembe - 2002: FC Saint Eloi Lupopo - 2003: AS Vita Club - 2004: DC Motema Pembe - 2005: DC Motema Pembe - 2006: TP Mazembe - 2007: TP Mazembe - 2008: DC Motema Pembe - 2009: TP Mazembe - 2010: AS Vita Club - 2011: TP Mazembe - 2012: TP Mazembe - 2013: TP Mazembe - 2013-14: TP Mazembe - 2014-15: AS Vita Club - 2015-16: TP Mazembe |

## Tytuły mistrzowskie według klubu
| Klub                 | Miasto     | Ilość tytułów | Ostatni tytuł |
| -------------------- | ---------- | ------------- | ------------- |
| TP Mazembe           | Lubumbashi | 19            | 2022          |
| AS Vita Club         | Kinszasa   | 15            | 2020          |
| DC Motema Pembe      | Kinszasa   | 12            | 2008          |
| FC Saint Eloi Lupopo | Lubumbashi | 6             | 2002          |
| AS Dragons Kinszasa  | Kinszasa   | 4             | 1982          |
| SCOM Mikishi         | Lubumbashi | 1             | 1991          |
| AS Bantous           | Mbuji-Mayi | 1             | 1995          |
| US Bilombe           | Bilombe    | 1             | 1992          |
| SM Sanga Balende     | Mbuji-Mayi | 1             | 1983          |
| US Tshinkunku        | Kananga    | 1             | 1985          |